# Villexavier
Villexavier település Franciaországban, Charente-Maritime megyében. Lakosainak száma 270 fő (2022. január 1.). Villexavier Agudelle, Fontaines-d’Ozillac, Ozillac, Rouffignac, Saint-Simon-de-Bordes, Salignac-de-Mirambeau és Tugéras-Saint-Maurice községekkel határos.

## Népesség
A település népessége az elmúlt években az alábbi módon változott:
| Lakosok száma | 274  | 277  | 269  | 299  | 257  | 266  | 272  | 272  | 271  | 270  |
|               | 1968 | 1982 | 1990 | 2006 | 2013 | 2015 | 2017 | 2019 | 2020 | 2022 |